# Kecamatan Pemenang
Kecamatan Pemenang är ett distrikt i Indonesien.   Det ligger i provinsen Nusa Tenggara Barat, i den sydvästra delen av landet, 1 000 km öster om huvudstaden Jakarta. Kecamatan Pemenang ligger på ön Lombok Island.